# مدرسة دالتون
مدرسة دالتون، بالإنجليزية Dalton School، كانت في الأصل تعرف باسم "مدرسة جامعة الأطفال "،  وهي عبارة عن مدرسة خاصة مختلطة للتحضير، أو الإعداد للكلية، المدرسة تقع في مدينة نيويورك، وهي عضو في كل من رابطة مدارس آيفي التحضيرية، ورابطة نيويورك إنترسكول. تقع المدرسة في أربعة مبانٍ داخل الجانب الشرقي العلوي من مانهاتن. في العام الدراسي 2024-2025، بلغ إجمالي الرسوم الدراسية 64300 دولارًا. 

## تاريخ

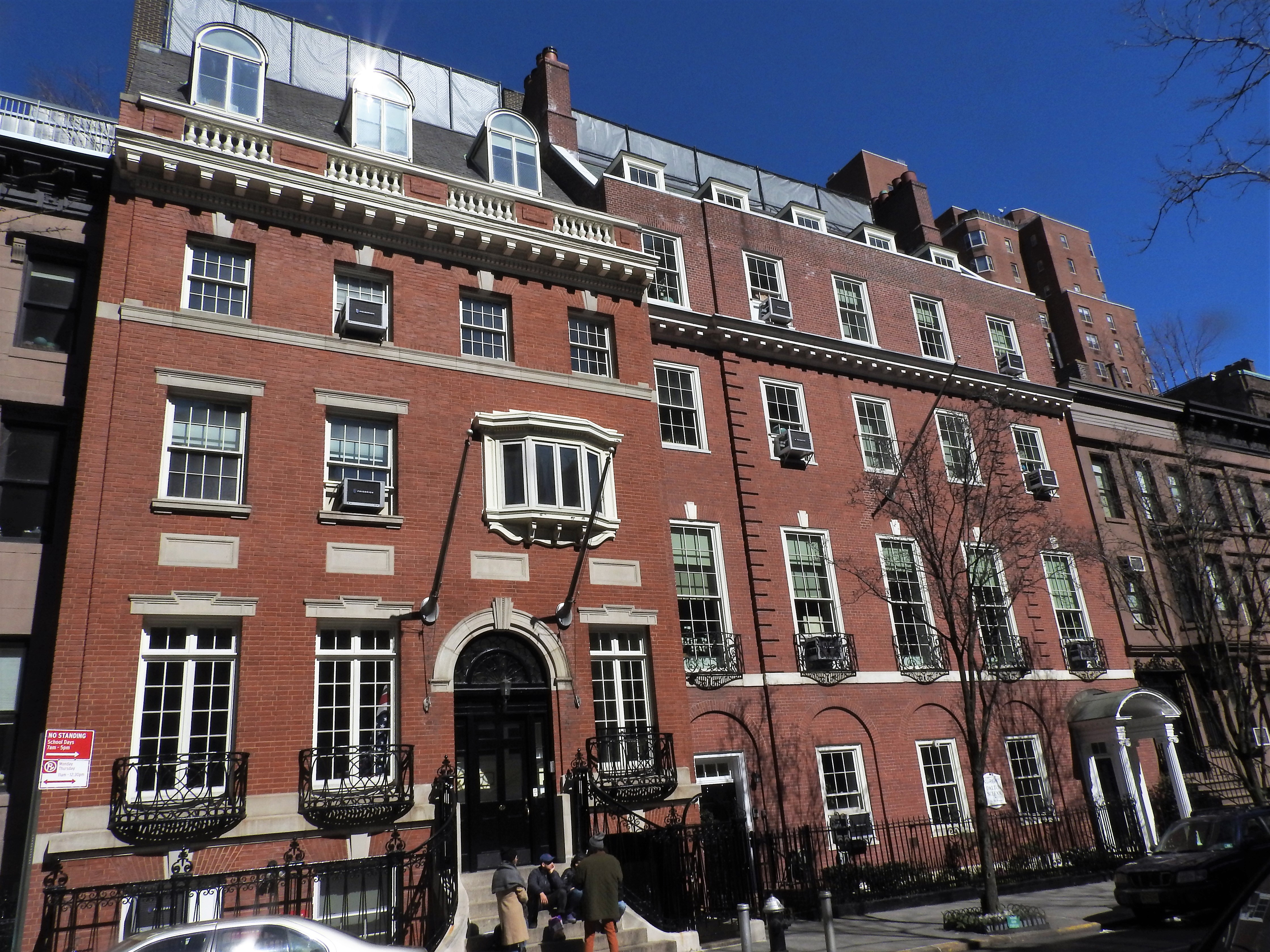
شارع 91 "ليتل دالتون"

تأسست مدرسة دالتون، والتي كانت تُعرف في الأصل باسم مدرسة جامعة الأطفال، على يد هيلين باركهورست في عام 1919م. بعد تجاربها في مدرستها المكونة من غرفة واحدة مع ماريا مونتيسوري، زارت باركهورست مدارس تقدمية أخرى في أوروبا بما في ذلك مدرسة بيداليس، ومؤسسها ومديرها "جون هادن بادلي" في إنجلترا. لقد طورت ما أسمته خطة دالتون، والتي شجعت المعلمين والطلاب على العمل معًا لتحقيق أهداف فردية. تم تطبيق خطة المختبر لأول مرة كتجربة في مدرسة دالتون الثانوية في ولاية ماساتشوستس عام 1916م. كانت ملكية متبرعتها جوزفين بورتر بوردمان أيضًا قريبة من بلدة دالتون، ومن هذه البداية أخذت خطة المختبر والمدرسة اسميهما في النهاية من اسم البلدة "دالتون". 
في عام 1919م، انتقلت هيلين باركهورست إلى مدينة نيويورك، حيث افتتحت مدرستها الأولى في شارع ويست 74. سرعان ما أصبحت المرافق الأكبر ضرورية؛ حيث تم نقل المدرسة الابتدائية إلى شارع ويست 72، وافتُتحت المدرسة الثانوية في خريف عام 1929م في المبنى الحالي في 108 شارع إيست 89. أعجبت إليانور روزفلت بعمل هيلين باركهورست ولعبت دورًا مهمًا في توسيع عدد السكان والموارد في المدرسة من خلال الترويج للاندماج بين مدرسة تودهنتر للفتيات (التي أسستها وينيفريد تودهنتر ) ودالتون في عام 1939م.
على الرغم من توسعها وتعديلها على مر السنين، لا تزال دالتون تحتفل بالعديد من التقاليد مثل، إضاءة الشموع قبل العطلة الشتوية وإقامة المهرجان اليوناني.
ومن الناحية الأكاديمية، لا تزال المدرسة ملتزمة بخطة دالتون، التي ساعد باركهورست في إنشائها. على مر السنين، تم اعتماد خطة دالتون من قبل المدارس في جميع أنحاء العالم، بما في ذلك المدارس في أستراليا،  النمسا،  بلجيكا،  تشيلي، جمهورية التشيك،  هونج كونج،  اليابان،  وهولندا. 

## قبول
اعتبارًا من أوائل عام 2013م، أفادت مؤسسة بيترسون أن معدل القبول الإجمالي للصفوف من K إلى 12 في مدرسة دالتون بلغ 14%.  كان القلق الأبوي الناتج عن عملية القبول شديدة التنافسية، موضوعًا للتغطية الصحفية من عام 1999 إلى عام 2001.    فلطالما كان يُنظر إلى مدرسة دالتون على أنها مكان للامتياز، وقد واجهت جهودها الرامية إلى توسيع نطاق تفويضها للتنوع بعض الصعوبات. في عام 2010م، تم تخصيص ميزانية مساعدات مالية قدرها 6.5 مليون دولار لدعم برنامج التوعية بالتنوع الاجتماعي والاقتصادي في المدرسة.   واعتبارًا من عام 2008م، شكل الطلاب الملونون نسبة 38% من برنامج دالتون فيرست. في العام الدراسي 2008-2009م، كانت نسبة الأطفال الملونين في الروضة 44%.  وقد وصفت مقالات في صحيفة نيويورك تايمز، وذا أتلانتيك الصعوبات التي يواجهها بعض الأطفال الأمريكيين من أصل أفريقي في المدرسة.  
كان "الوعد الأمريكي American Promise" فيلمًا وثائقيًا من إنتاج PBS، والذي تتبع طالبين أمريكيين من أصل أفريقي التحقا بمدرسة دالتون في مرحلة الروضة، والتحديات التي واجهوها بسبب افتقار دالتون للتنوع.   في عام 2020م، وجدت دالتون نفسها في حالة من الجدل خلال حركة التنوع والمساواة والإدماج الأوسع نطاقًا التي أعقبت مقتل جورج فلويد. واستمرت المناقشات في العام الدراسي التالي، وأدت في النهاية إلى رحيل مدير المدرسة "جيم بيست".    

## شخصيات بارزة
خريجون

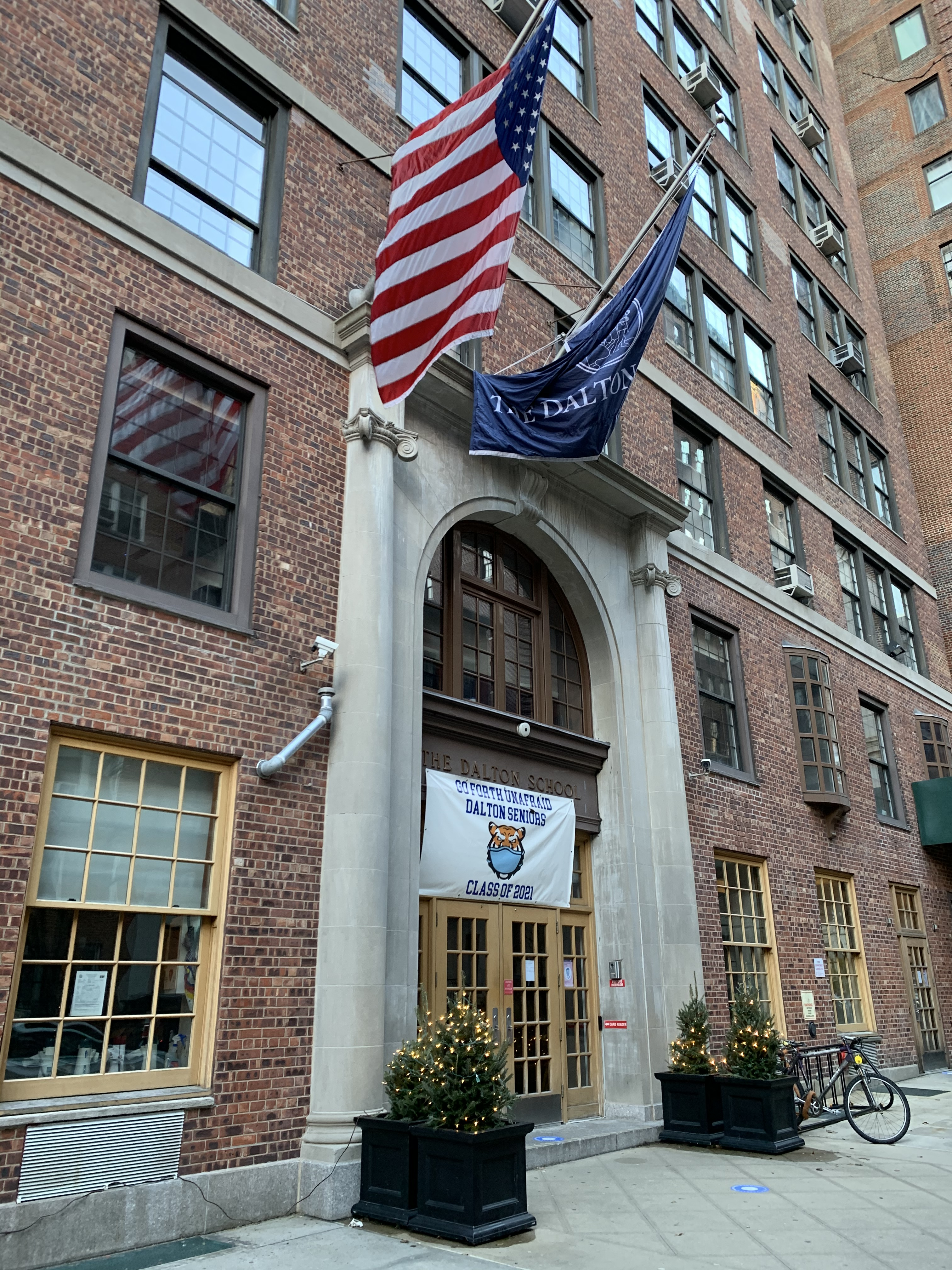

- روني أبرامز، محامية وقاضية أمريكية. [26]
- دان باربر، شيف أمريكي[27]
- أنتوني بلينكن، وزير الخارجية الأمريكي[28]
- مونتغومري كليفت، ممثل[29][30]
- أندرسون كوبر، صحفي وكاتب ومقدم برامج أمريكي [31]
- راشيل كوفي، ممثلة وكاتبة مسرحيات وملحنة [32]
- كلير دينس، ممثلة أمريكية[33]
- إدغار دي إيفيا، مصور فوتوغرافي[34]
- صمويل ر. ديلاني، كاتب[35]
- بلو دي تايجر، موسيقي[36]
- مكسيم دلوجي، أستاذ الشطرنج الكبير[37]
- شون دونوفان، وزير الإسكان والتنمية الحضرية الأمريكي السابق ومدير مكتب الإدارة والميزانية [38]
- إدوارد داونز، عالم موسيقى ومقدم برامج إذاعية
- نعومي إيكبيرجين، كاتبة وكوميدية [39]
- نوح إمريش، ممثل[40][41]
- مارك فيورستين، ممثل أمريكي[42]
- فرانسيس فيتزجيرالد، صحفية[43]
- باريت فوا، ممثل[44]
- هيلين فرانكنثالر، رسامة[45]
- لورا غيلر، حاخامة أمريكية[46]
- أليكسيس جليك، شخصية تلفزيونية[47]
- سام جولد، فنان مسرحي[48]
- كارول غريس، ممثلة[49]
- جنيفرغراي، ممثلة[50]
- فانيسا جريجورياديس، صحفية [51]
- جيفرسون واي هان، عالم أبحاث[52]
- هانا هيغينز، كاتبة[53]
- مارني هودجكين، محررة [54]
- أ.ج. جاكوبس، صحفي[55]
- جيسون جورجاني، كاتب
- ماكس جوزيف، صانع أفلام[56]
- جوشوا كاتز، عالم كلاسيكي
- بروكس كير، عازف بيانو الجاز [57]
- راشيل كوفنر، قاضية فيدرالية بالولايات المتحدة[58]
- ديلان لورين، سيدة أعمال [59]
- كلايد لورانس، موسيقي [60]
- جرايسي لورانس، موسيقية[60]
- ستيف ليمي، ممثل[61]
- شين لينون، موسيقي[62]
- أندرو ليفيتاس، رسام ونحات[63]
- ج. كينجي لوبيز ألت، رئيس الطهاة وكاتب الطعام[64][65]
- جيني لوميت، ممثلة وناشطة في حركة #me Too[66]
- ماري ستيوارت ماسترسون، ممثلة أفلام أمريكية[67]
- هيلي نحمد، تاجر أعمال فنية[68]
- جنيفرأونيل، ممثلة[69]
- مورجان بيهم، مخرج أفلام، صحفي[70]
- تريسي بولان، ممثلة[71]
- دارا ريسنيك، كاتب سيناريو ومنتج[72]
- سيمون ريتش، كاتب[73]
- جيمس ب. روزنفالد الثالث، رجل أعمال[74]
- ماثيو روس، مخرج أفلام، كاتب سيناريو، صحفي[75]
- ماركو روث، محرر ومؤسس مجلة N+1[76]
- ميليسا روسو، صحفية [38]
- إريك شلوسر، صحفي[77]
- ماريان سيلدس، ممثلة أمريكية[78]
- والاس شون، ممثل وكاتب مسرحي [79]
- فضل الشيخ، مصور[80]
- كريستيان سلاتر، ممثل أمريكي [81]
- مارينا سكويرسياتي، ممثلة أمريكية [82][83]
- جيل ستيوارت، مصممة أزياء [84]
- إيما سولكوفيتش، فنانة أداء[85]
- فيرونيكا فاسيكا، مؤسسة شركة تسجيلات و دي جي[86]
- جوش وايتزكين، لاعب شطرنج[87]
- دين ويرهام، موسيقي[88]
- جولي وارنر، ممثلة أفلام أمريكية[89]
- بوكيم وودبين، ممثل أمريكي[90]
- ديفيد ياسكي، مدير لجنة سيارات الأجرة والليموزين في مدينة نيويورك[38]
- مات يغليسياس، كاتب[91]
- أندرو زيمرن، شيف[92]

رئيس المدرسة
أصبح "خوسيه مانويل دي خيسوس" مديرًا للمدرسة في عام 2022م.  وذلك بعدما استقال مدير المدرسة السابق جيم بيست في عام 2021م  بعد 16 عامًا في المدرسة.

### كلية
- دونالد بارDonald Barr، مدير المدرسة حوالي من 1964-1974م [94]
- جو فرانكJoe Frank، أستاذ الأدب والفلسفة من عام 1965 إلى عام 1975م؛ مقدم إذاعة، وكاتب.
- ريس كابارن Rhys Caparn، مدرس فنون 1946 – 1972م [95]
- جيفري إبستاينJeffrey Epstein، قام بالتدريس في الفترة من 1974 إلى 1976. ممول؛ مُدان في العديد من القضايا الجنسية [96]
- إيف فوليلYves Volel، مدرس في الفترة من 1968–1985م. وهو محامٍ وناشط، اُغتيل أثناء ترشحه لرئاسة هايتي [97]

## روابط خارجية
- الموقع الرسمي